# 1984 (фильм, 2023)
«1984» — финско-российский научно-фантастический фильм-антиутопия с элементами чёрного юмора 2023 года режиссёра Дианы Ринго. Фильм сделан по одноимённому роману Джорджа Оруэлла 1949 года. В нём также присутствуют отсылки к роману Евгения Замятина «Мы».

## Сюжет
В мрачном обществе будущего, где господствует таинственный Большой Брат, царит тотальная слежка, деятели искусства преследуются, а фантазия считается опасной болезнью. Главный герой математик оказывается втянутым в запретный роман с сотрудницей художественного отдела. В мире, где свобода — это рабство, а любое противодействие власти чревато смертельными последствиями, он оказывается перед сложным выбором: присоединиться к сопротивлению против всемогущего Большого Брата или остаться послушным гражданином Единого Государства.

## В ролях
- Александр Обманов в роли математика D503
- Владимир Иваний в роли заключённого E202
- Алексей Шаранин в роли филолога C340
- Диана Ринго в роли сотрудницы отдела художественной литературы I-330
- Евгений Казак в роли конферансье
- Илья Ярославцев в роли члена партии
- Виктор Коровин в роли медицинского ассистента
- Сергей Никитин в роли инженера Р-13
- Илья Дрознин в роли тюремного надзирателя
- Антон Бирюков в роли врага народа L-723
- Владислав Кувицын в роли младшего врача
- Сергей Буданов в роли старшего врача
- Дима Рубин в роли высокопоставленного члена внутренней партии
- Сергей Хрусталёв в роли высокопоставленного члена внутренней партии
- Алексей Шамаев в роли министра Единого Государства
- Максим Шилов в роли милиционера

## Производство
Фильм является третьей полнометражной экранизацией романа Джорджа Оруэлла «1984». Он посвящён 120-летию рождения Джорджа Оруэлла.
Съёмки проходили в Москве. «1984» — фильм независимого производства, снятый без поддержки российского правительства или других государственных фондов. Ринго говорила, что хотела снять фильм, который показал бы юмористическую и сатирическую сторону «1984». При написании сценария на неё также повлиял роман «Мы» Евгения Замятина, который послужил вдохновением для Джорджа Оруэлла во время написания «1984». Оруэлл высоко оценил роман «Мы», рецензию на который он также написал в 1946 году. Сюжет и атмосфера «Мы» схожи с романом «1984».
Весь саундтрек к фильму написан Дианой Ринго.

## Выпуск
Первый трейлер фильма «1984» был выпущен 21 ноября 2022 года.
«1984» был выпущен на Prime Video 15 ноября 2023 года. В тот же день был выпущен финальный трейлер фильма.
В 2024 году фильм был отобран для конкурсной программы кинофестиваля в Равно Село в Сербии. Основатель и директор фестиваля – Лазарь Ристовский.

## Отзывы
Критик из США WorldFilmGeek высоко оценил фильм, поставив оценку «А», отметив искусное сочетание романа Джорджа Оруэлла «1984» и романа Евгения Замятина «Мы». В рецензии были отмечены сильные актёрские работы и режиссура. Фильм также получил награды за лучший фильм, лучшую режиссуру и лучший монтаж на WorldFilmGeek Awards 2024.
Рэндал Ларсон в своей колонке Soundtrax дал положительную рецензию на саундтрек фильма.